# 国防学院 (越南)
国防学院，是越南国防部所辖培训越南人民军的师级以上高级军官的高等军事院校。

## 历史
1975年7月25日，越南中央军事委员会决定建立高等军事学院。1976年2月21日根据国防部38/QĐ-BQP命令，由黄文泰上将负责组建。 1976年2月25日，总参某部签发28/QĐ-TM命令发布了高等军事学院的编制表：6个办公室、16个教研室、400名员额。1976年5月26日正式开始办公。1977年1月3日开学典礼，速成系首批招生94人，学制10个月。1977年10月20日设置研究生院。1978年2月20日，第二届开学典礼，学员121人，其中9位少将。1978年9月15日，首届基本系开学，90名师级学员，学制2年。1978年与军事科学院合并。
1979年12月4日，国防部发布命令，指挥系转隶总参某部。根据总参命令，组建了战略研究部、军事艺术与战争系、外国军事研究所。
1980年10月18日，根据国防部授权，召开了第一届全军科学技术大会。
1981年5月28日， 国防部签署172/QĐ-BQP以战争经验评价委员会为基础组建国防部越南军事历史研究所。 
1981年12月26日，更名为“国防部高等军事学院”。1982年2月16日，国防部授予高等军事学院的任务是培训高级指挥军官、提供战役战略方面的建议；级别提升为军区级。  
1983年3月1日，基本系第五届战略战役指挥军官班开学，学制改为两年半。  
1985年8月1日，总参决定把军事科学教研室分为陆、海、空军3个教研室，军事学术教研室分为炮、工、化、通4个教研室，战役学教研室分为战役学、战略学、军事学3个教研室。全院共19个教研室/所。
1990年12月7日，建立教授委员会，23名成员。 1992年5月15日，学院有院务会、5个系、3个委员会、18个教研室、3个教辅单位，共计555人。
1994年12月20日，政府颁布决定，高等军事学院改名为国防学院。1995年11月7日，越南总理武文杰签署决定国防学院的编制任务。 

## 院领导
- 院长ː 中将 Trần Việt Khoa
- 政委ː 中将 Lương Đình Hồng
- 副院长: 中将 Phan Anh Việt
- 副院长: 少将 Nguyễn Văn Sơn
- 副院长: 少将 Trương Đức Nghĩa
- 副政委： 中将 Nguyễn Ngọc Tương

## 机构设置
- 院办
- 研究生办
- 军事科学部
- 训练部
- 政治部
- 技术与后勤部
- 越南军事艺术杂志（ Tạp chí Nghệ thuật Quân sự Việt Nam）
- 马列主义学部
- 政治工作学部
- 战略学部
- 战役学部
- 指挥参谋学部
- 军事学部
- 地方军事学部
- 陆军特战学部
- 军事侦察学部
- 指挥学部
- 技术后勤学部
- 研究生院
- 战役战略系
- 研究生教育系
- 互联网系统系
- 国防系
- 军事艺术科学系

## 校區
1. 河内市北慈廉郡Hoang Quoc Viet Street  236号
2. 永福省永安市Me Linh Street, Vinh Phuc Province, Vietnam.
3. 胡志明市新平郡Cong Hoa Street 71号
4. 河内市南慈廉郡Phuong Canh.
5. 河内市和洛高科技园区